# إرنست ر. غراهام (مهندس معماري)
إرنست ر. غراهام (بالإنجليزية: Ernest R. Graham) هو مهندس معماري أمريكي، ولد في 22 مايو 1868 في لويل في الولايات المتحدة، وتوفي في 22 نوفمبر 1936 في شيكاغو في الولايات المتحدة.